# Wark on Tweed
Pour les articles homonymes, voir Wark (homonymie).
Wark on Tweed est un village situé dans le Northumberland, en Angleterre.
Il se trouve à environ au sud-ouest de la ville de Berwick-upon-Tweed et sur la rive sud du fleuve Tweed, qui marque la frontière entre l'Angleterre et l'Écosse.